# Liste des généraux de la Révolution et du Premier Empire ayant été exécutés
Liste des généraux de la Révolution et du Premier Empire ayant été exécutés, par année.

## 1792
- Theobald de Dillon (général de brigade), tué par ses soldats en 1792

## 1793
- Gaspard Jean-Baptiste Brunet (général de division), guillotiné en 1793
- Claude Antoine Capon de Château-Thierry (général de brigade), guillotiné en 1793
- Antoine Nicolas Collier, comte de La Marlière (général de division), guillotiné en 1793
- Adam Philippe de Custine, baron de Sarreck (général de division), guillotiné en 1793
- Philippe Devaux de Vautray (général de brigade), guillotiné en 1793
- Sébastien Charles Hubert de Gestas, marquis de Lespéroux (général de brigade), guillotiné en 1793
- Jean Nicolas Houchard (général de division), guillotiné en 1793
- Augustin Joseph Isambert (général de brigade), fusillé en 1793
- Charles Louis Joseph de L'Escuyer, marquis d'Hagnicourt (général de brigade), guillotiné en 1793
- Joseph de Miaczynski (général de brigade), guillotiné en 1793
- Louis-Philippe d'Orléans, dit Philippe-Égalité (général de division), guillotiné en 1793
- Albert Marie de Romé (général de brigade), guillotiné en 1793
- Philippe François Rouxel de Blanchelande (général de brigade), guillotiné en 1793
- Armand-Louis de Gontaut Biron (1747-1793), deuxième duc de Lauzun, général de division, guillotiné en 1793

## 1794
- Alexandre de Beauharnais (général de division), guillotiné en 1794
- Jean-Michel Beysser (général de brigade), guillotiné en 1794
- Gilles Dominique Jean-Marie de Boisgelin de Kerdu (général de brigade), guillotiné en 1794
- Servais Beaudouin Boulanger (général de brigade), guillotiné en 1794
- Jean André Buchold (général de brigade), guillotiné en 1794
- Claude Souchon de Chameron (général de brigade), guillotiné en 1794
- Jean Nestor de Chancel (général de division), guillotiné en 1794
- Anne Emmanuel de Crussol d'Amboise (général de division), guillotiné en 1794
- Jean-Baptiste Davaine (général de brigade), guillotiné en 1794
- Louis Pierre François Delattre (général de brigade), guillotiné en 1794
- Antoine Auguste Desherbiers de Létanduère (général de brigade), guillotiné en 1794
- Arthur de Dillon (général de brigade), guillotiné en 1794
- Jean Donadieu (général de brigade), guillotiné en 1794
- Jean-Jacques Dortoman (général de brigade), guillotiné en 1794
- Antoine Duret (général de brigade), guillotiné en 1794
- Louis Charles de Flers (général de division), guillotiné en 1794
- Jean Philippe Gignious de Bernède (général de brigade), guillotiné en 1794
- Louis Marthe de Gouy, marquis d'Arsy (général de brigade), guillotiné en 1794
- Charles Grangier de la Ferrière (général de brigade), guillotiné en 1794
- François Hanriot (général de division), guillotiné en 1794
- Jean-Louis de La Roque (général de brigade), guillotiné en 1794
- Michel de Laumur (général de brigade), guillotiné en 1794
- Louis Jean-Baptiste de Lavalette (général de brigade), guillotiné en 1794
- Nicolas Luckner (maréchal de France), guillotiné en 1794
- Louis de Marcé (général de division), guillotiné en 1794
- Jacques O'Moran (général de division), guillotiné en 1794
- Pierre Quétineau (général de brigade), guillotiné en 1794
- Charles-Philippe Ronsin (général de division), guillotiné en 1794
- Camille de Rossi (général de division), guillotiné en 1794
- Charles François de Virot de Sombreuil (général de division), guillotiné en 1794
- Jean Thomas Ward (général de brigade), guillotiné en 1794
- François-Joseph Westermann (général de brigade), guillotiné en 1794

## 1796
- Maximilien Henri Nicolas Jacob (général de brigade), fusillé en 1796

## 1812
- Victor Fanneau de La Horie (général de brigade), fusillé en 1812
- Maximin-Joseph Emmanuel Guidal (général de brigade), fusillé en 1812
- Claude-François de Malet (général de brigade), fusillé en 1812

## 1815
- César de Faucher (général de brigade), fusillé en 1815
- Constantin de Faucher (général de brigade), fusillé en 1815
- Charles Angélique François Huchet de La Bédoyère (général de brigade), fusillé en 1815
- Joachim Murat (maréchal d'Empire), fusillé en 1815
- Michel Ney (maréchal d'Empire), fusillé en 1815

## 1816
- Jean Hyacinthe Sébastien Chartrand (général de brigade), fusillé en 1816
- Régis Barthélemy Mouton-Duvernet (général de division), fusillé en 1816

## 1822
- Jean Baptiste Breton (général de brigade), guillotiné en 1822